# Taiwan op de Olympische Zomerspelen 1964
Taiwan nam deel aan de Olympische Zomerspelen 1964 in Tokio, Japan. In tegenstelling tot de vorige editie werd dit keer geen medaille gewonnen.

## Deelnemers en resultaten

### Atletiek
| Olympiër         | Discipline               | Resultaat | Prestatie                                                |
| ---------------- | ------------------------ | --------- | -------------------------------------------------------- |
| Lee Ar-Tu        | 100m (m)                 | 69e       | serie 3: 8ste in 11,2                                    |
| Lee Ar-Tu        | 200m (m)                 | 56e       | serie 4: 6de in 23,0                                     |
| Yang C. K.       | polsstokhoogspringen (m) | DNF       | kwalificatie: 1ste met 4,60m finale: geen geldige poging |
| Yang Chuan-kwang | tienkamp (m)             | 4e        | 7650 punten                                              |
| Wu Ar Min        | tienkamp (m)             | DNF       | opgave                                                   |
|                  |                          |           |                                                          |
| Yeh Chu-Mei      | 200m (v)                 | 34e       | serie 6: 7de in 27,1                                     |
| Chi Cheng        | 80m horden (v)           | 19e       | serie 2: 7de in 11,1                                     |
| Yeh Chu-Mei      | 80m horden (v)           | 25e       | serie 3: 6de in 12,1                                     |
| Chi Cheng        | verspringen (v)          | 24e       | kwalificatie: 24ste met 5,67m                            |
| Chi Cheng        | zevenkamp (v)            | 17e       | 4229 punten                                              |

### Boksen
| Olympiër        | Discipline  | Resultaat | Prestatie |
| --------------- | ----------- | --------- | --- |
| Wang Chee-Yen   | -51kg (m)   | 17e       | 1ste ronde: V van PHI Calumarde: knock-out                                                                     |
| Lee Chen-Chu    | -54kg (m)   | 17e       | 1ste ronde: V van TCH Šlajs: 0-5                                                                               |
| Hsu Hung-Cheng  | -57kg (m)   | 9e        | 1ste ronde: W van ESP Loren: gediskwalificeerd 2de ronde: V van URS Stepashkin: scheidsrechterlijke beslissing |
| Wang Chee-Chu   | -60kg (m)   | 17e       | 1ste ronde: V van AUS Blair: scheidsrechterlijke beslissing                                                    |
| Chang Pin-Cheng | -63,5kg (m) | 17e       | 1ste ronde: V van BRA Da Silva: scheidsrechterlijke beslissing                                                 |
| Hong Tshun-Fu   | -67kg (m)   | 17e       | 1ste ronde: V van NIG Dabore: scheidsrechterlijke beslissing                                                   |
| Chen Bai-Sun    | -71kg (m)   | 9e        | 1ste ronde: vrij 2de ronde: V van DEN Bogs: scheidsrechterlijke beslissing                                     |

### Gewichtheffen
| Olympiër          | Discipline  | Resultaat | Prestatie                                                                               |
| ----------------- | ----------- | --------- | --------------------------------------------------------------------------------------- |
| Nan-Fei Chung     | -56kg (m)   | DNF       | drukken: 15de met 95kg trekken: geen geldige poging                                     |
| Ming-Chung Chang  | -60kg (m)   | 16e       | drukken: 17de met 97,5kg trekken: 15de met 95kg stoten: 12de met 130kg totaal: 322,5kg  |
| Juei-Feng Yeh     | -67,5kg (m) | DNF       | drukken: geen geldige poging                                                            |
| Chen-Hsueg Chao   | -75kg (m)   | 12e       | drukken: 14de met 120kg trekken: 13de met 120kg stoten: 9de met 157,5kg totaal: 397,5kg |
| Cheng Cheng-Chung | -82,5kg (m) | 21e       | drukken: 23ste met 115kg trekken: 17de met 120kg stoten: 20ste met 150kg totaal: 385kg  |
| Cheng Sheng-Teh   | -90kg (m)   | 12e       | drukken: 17de met 125kg trekken: 6de met 135kg stoten: 8ste met 170kg totaal: 430kg     |
| Oun Yao-Ling      | +90kg (m)   | 14e       | drukken: 19de met 147,5kg trekken: 6de met 145kg stoten: 16de met 167,5kg totaal: 460kg |

### Judo
| Olympiër         | Discipline | Resultaat | Prestatie                                                                    |
| ---------------- | ---------- | --------- | ---------------------------------------------------------------------------- |
| Chang Won-Ku     | -68kg (m)  | 5e        | 1ste ronde groep D: 1ste met 2 overwinningen kwartfinale: V van URS Stepanov |
| Huang Chin-Chun  | -80kg (m)  | 9e        | 1ste ronde groep F: 2de met 1 overwinning                                    |
| Chang Chung-Huei | +80kg (m)  | 6e        | 1ste ronde groep A: 2de met 1 overwinning                                    |
| Huang Yong-Chun  | +80kg (m)  | 11e       | 1ste ronde groep E: 3de met 0 overwinningen                                  |

### Schietsport
| Olympiër      | Discipline                  | Resultaat | Prestatie                       |
| ------------- | --------------------------- | --------- | ------------------------------- |
| Wu Tao-Yan    | 50m geweer 3 houdingen (m)  | 33e       | 1107 punten: (397-371-339)      |
| Wu Tao-Yan    | 300m geweer 3 houdingen (m) | 23e       | 1073 punten: (370-352-351)      |
| Pan Kou-Ang   | 50m geweer liggend (m)      | 33e       | 588 punten: (99-98-99-98-96-98) |
| Tai Chao-Chih | 50m geweer liggend (m)      | 54e       | 581 punten: (97-94-97-97-98-98) |
| Pan Kou-Ang   | 25m snelvuurpistool (m)     | 53e       | 482 punten: (245-237)           |
| Lin Ho-Ming   | trap (m)                    | 41e       | 175 punten                      |
| Lin Wen-Chu   | trap (m)                    | 48e       | 170 punten                      |

### Turnen
| Olympiër                                                                   | Discipline               | Resultaat | Prestatie     |
| -------------------------------------------------------------------------- | ------------------------ | --------- | ------------- |
| Lai Chu-Long                                                               | meerkamp individueel (m) | 116e      | 97,85 punten  |
| Lee Bu-Ti                                                                  | meerkamp individueel (m) | 117e      | 97,10 punten  |
| Liu Reng-Sun                                                               | meerkamp individueel (m) | 121e      | 92,00 punten  |
| Ui Yah-Tor                                                                 | meerkamp individueel (m) | 120e      | 92,50 punten  |
| Wang Shian-Ming                                                            | meerkamp individueel (m) | 119e      | 95,00 punten  |
| Yan Tai-San                                                                | meerkamp individueel (m) | 103e      | 103,10 punten |
| Lai Chu-Long Lee Bu-Ti Liu Reng-Sun Ui Yah-Tor Wang Shian-Ming Yan Tai-San | meerkamp team (m)        | 17e       | 493,05 punten |
|                                                                            |                          |           |               |
| Hong Tai-Kwai                                                              | meerkamp individueel (v) | 81e       | 58,897 punten |

### Wielersport
| Olympiër                                                   | Discipline         | Resultaat | Prestatie      |
| Baan                                                       | Baan               | Baan      | Baan           |
| ---------------------------------------------------------- | ------------------ | --------- | -------------- |
| Shue Ming-shu                                              | tijdrit (m)        | DNF       | niet gefinisht |
| Weg                                                        |                    |           |                |
| Deng Chueng-hwai                                           | wegwedstrijd (m)   | DNF       | niet gefinisht |
| Her Jong-chau                                              | wegwedstrijd (m)   | 86e       | 4:39.51,83     |
| Shue Ming-shu                                              | wegwedstrijd (m)   | 87e       | 4:39.51,83     |
| Deng Chueng-hwai Her Jong-chau Shue Ming-shu Yang Rong-hwa | ploegentijdrit (m) | 25e       | 2:53.28,59     |

Afghanistan · Algerije · Argentinië · Australië · Bahama's · België · Bermuda · Birma · Bolivia · Brazilië · Brits-Guiana · Bulgarije · Cambodja · Canada · Ceylon · Chili · Colombia · Congo-Brazzaville · Costa Rica · Cuba · Denemarken · Dominicaanse Republiek · Duits eenheidsteam · Ethiopië · Filipijnen · Finland · Frankrijk · Ghana · Griekenland · Groot-Brittannië · Hongarije · Hongkong · Ierland · IJsland · India · Irak · Iran · Israël · Italië · Ivoorkust · Jamaica · Japan · Joegoslavië · Kameroen · Kenia · Libanon · Liberia · Libië · Liechtenstein · Luxemburg · Madagaskar · Maleisië · Mali · Marokko · Mexico · Monaco · Mongolië · Nederland · Nederlandse Antillen · Nepal · Nieuw-Zeeland · Niger · Nigeria · Noord-Rhodesië · Noorwegen · Oeganda · Oostenrijk · Pakistan · Panama · Peru · Polen · Portugal · Puerto Rico · Roemenië · Senegal · Sovjet-Unie · Spanje · Taiwan · Tanganyika · Thailand · Trinidad en Tobago · Tsjaad · Tsjecho-Slowakije · Tunesië · Turkije · Uruguay · Venezuela · Verenigde Arabische Republiek · Verenigde Staten · Vietnam · Zuid-Korea · Zuid-Rhodesië · Zweden · Zwitserland